# Stadiumx
Stadiumx è un duo musicale ungherese formatosi a Budapest e composto dai dj Dávid Nagy e Zsolt Milichovszki.

## Carriera
Il duo si è formato nel 2009 a Budapest, anche se Zsolt Milichovszki, da quasi un decennio, suonava già per un altro duo ungherese, Muzzaik. Gli Stadiumx diventano noti nel 2014 grazie al brano Howl At The Moon con la cantante Taylr Renee, suonato da Nicky Romero al “Nicky Romero & Friends Protocol Recordings ADE Label Night”. Nel corso della loro carriera hanno collaborato con numerosi artisti come lo stesso Nicky Romero, Going Deeper, Tom Swoon, Metrush, Delaney Jane, BISHØP, Mingue, Sam Martin. Il duo ha collaborato anche con il duo Muzzaik per vari singolo come Rollerkraft, So Much Love e Last Night A D.J. Saved My Life.

### Classifica 1001Tracklist
- 2020: #100

## Discografia

### Singoli
- 2014: Howl At The Moon (feat. Taylr Renee)
- 2014: Rollerkraft (con Muzzaik)
- 2014: Ghost (con Tom Swoon feat. Rico & Miella)
- 2015: Wonderland (feat. Angelika Vee)
- 2015: Time Is On Your Side (con Dzasko feat. Delaney Jane)
- 2015: Glare (feat. Metrush)
- 2015: Harmony (con Nicky Romero)
- 2016: Mombasa
- 2016: So Much Love (con Muzzaik)
- 2016: Another Life (con Baha e Markquis feat. Delaney Jane)
- 2016: Deeper (con Syskey)
- 2016: MASS (con Metrush)
- 2017: I Feel It All (con Dzasko)
- 2017: Last Night A D.J. Saved My Life (con Muzzaik)
- 2017: The Fall (feat. BISHØP)
- 2017: Those Were The Days (feat. Marc Scibilia)
- 2017: Spacebirds (con Metrush)
- 2017: It's Not Right But It's Okay
- 2018: Dangerous Vibes (con Going Deeper e MC Flipside)
- 2018: Thinking of You
- 2018: Legend
- 2018: Do It Again (con Metrush feat. BISHØP)
- 2018: Rise (con Nicky Romero feat. Matluck)
- 2018: Want You
- 2019: Overload (feat. Mingue)
- 2019: Love You Forever (con Nicky Romero feat. Sam Martin)
- 2019: Getting Late (feat. BISHØP)
- 2019: Touch My Soul
- 2019: Where Are You Know
- 2019: We Are Life (con Sebastian Wibe feat. Mingue)
- 2020: Sweet Harmony (con Lux)
- 2020: Be Mine (feat. Sam Martin)
- 2020: Be Yourself
- 2020: Illusions (feat. Lena Leon)
- 2020: Free Spirit
- 2020: Sweet Calling (con RØYAL)
- 2021: I Wanna Let Go (con KPLR feat. Clara Sofie)

### Remix
- 2020: Stadiumx feat. Sam Martin – Be Mine (Stadiumx & Metrush Remix)